# Энокраситель
Энокраситель — пищевая добавка, которую выделяют из выжимок красных сортов винограда и ягод бузины в виде жидкости, обладающей тёмно-гранатовым цветом с содержанием сухих веществ 30 %. Может являться продуктом переработки отходов виноделия.
Окраска продукта зависит от кислотности среды. Красная окраска получается  в подкисленных, нейтральных средах, а слабощелочные среды вызывают появление синего оттенка.
Энокраситель используют в кондитерской промышленности.